# Медаль Победы (Куба)
Медаль Победы (исп. Medalla de la Victoria, также называемая Межсоюзнической медалью 1914–1918 или Медалью войны за цивилизацию) — кубинская награда, вручаемая ветеранам, участвовавшим в Первой мировой войне.
Кубинцы объявили войну Германии а также Австро-Венгрии в один день с США, 6 декабря 1917 года. Их медаль Победы была учреждена 10 июня 1922 года Указом № 905 президента Марио Гарсии Менокаля. Медалью награждались все гражданские лица, солдаты, унтер-офицеры, офицеры и матросы, проходившие военную службу в кубинских вооружённых силах в период со дня объявления войны 7 апреля 1917 года по 13 января 1919 года. Врачи и средний медицинский персонал полевых госпиталей на фронте также имели право на получение медали.
Куба не имела военного значения для союзников, но эта банановая республика, тесно связанная с Соединенными Штатами, была важной базой для борьбы с немецкими подводными лодками в Карибских водах и Мексиканском заливе. Куба мобилизовала 25 000 солдат, но в них уже не было необходимости ни в Африке, ни в Европе.
Кубинская медаль была отчеканена во Франции на заводе Etablissements Chobillon в количестве 6000 или 7000 штук. Существуют старые и современные копии этой довольно редкой медали, которые незначительно отличаются от оригинала.
На лацканах костюмов также носили маленькое петличное украшение в цветах ленты. На парадных костюмах носили уменьшенную версию медали на маленькой ленточке или цепочке. На обмундировании носили орденскую планку.

## Описание награды
Круглая бронзовая медаль была разработана Чарльзом Чарльзом. На аверсе изображена крылатая Богиня Победы. В правой руке она держит меч, а в левой — факел. На реверсе написано «LA GRAN GUERRA POR LA CIVILIZACION» («Великая война за цивилизацию») над кубинским гербом, а справа и слева от него указаны названия стран-союзников: справа Бельгия, Италия, Соединённые Штаты, Румыния, Бразилия, Греция и Россия. Фон образуют рельефные лавровые и дубовые листья.
Медаль носилась на ленте цветов радуги на левой груди.